# Liste der Bodendenkmale in Binnen
In der Liste der Bodendenkmale in Binnen sind die Bodendenkmale der niedersächsischen Gemeinde Binnen aufgeführt. Die Quelle ist der Denkmalatlas Niedersachsen. 

Binnen im Landkreis Nienburg

Der Stand der Liste ist der 16. Januar 2025.

## Allgemein
In den Spalten finden sich folgende Informationen des Bodendenkmales:
| Lage         | geographische Koordinaten                                                           |
| Bezeichnung  | Bezeichnung lt. Denkmalatlas                                                        |
| Beschreibung | Beschreibung lt. Denkmalatlas                                                       |
| ID           | Objekt-ID                                                                           |
| Bild         | Bild, ggf. zusätzlich mit Link zu weiteren Fotos im Medienarchiv Wikimedia Commons. |

## Binnen
| Lage                       | Bezeichnung          | Beschreibung | ID       | Bild |
| -------------------------- | -------------------- | --- | -------- | ---- |
| 52° 37′ 19″ N, 9° 6′ 12″ O | Binnen 23, Grabhügel | Durchmesser ca. 20 m und Höhe ca. 1 m. Annähernd rund, ebenmäßig gewölbt, in der Mitte alte Einsenkungen, Rand schwach abgesetzt.                  | 36772576 | BW   |
| 52° 37′ 43″ N, 9° 5′ 52″ O | Binnen 29, Grabhügel | Durchmesser ca. 20 m und Höhe ca. 1,3 m. Oval, Nordseite durch alte Ausgrabungen gestört. An Westseite weitere neuere Abtragungen. Rand abgesetzt. | 38663612 | BW   |

### Binnen 1
- ID:38668793
- Gräberfeld mit 14 Grabhügeln erfasst, von denen jedoch nicht alle sicher verifiziert werden können. Als sichere Grabhügel sind die FStNr. 30, 39 und 42 mit jeweils 20 m Durchmesser und bis zu 1,5 m Höhe anzusprechen. Grabhügel FStNr. 41 ist bereits alt stark abgetragen.

| Lage                       | Bezeichnung | Beschreibung | ID       | Bild |
| -------------------------- | ----------- | --- | -------- | ---- |
| 52° 37′ 47″ N, 9° 6′ 2″ O  | Binnen 30   | Durchmesser ca. 15 m und Höhe ca. 0,8 m. Oval. Flach gewölbt, mit flacher Rinne von O-W, Rand sanft auslaufend.                                | 36780656 | BW   |
| 52° 37′ 44″ N, 9° 5′ 58″ O | Binnen 39   | Durchmesser ca. 19 m und Höhe ca. 1,5 m. Oval. In der Mitte abgeflacht mit flacher Einsenkung, Rand abgesetzt.                                 | 36780860 | BW   |
| 52° 37′ 44″ N, 9° 5′ 59″ O | Binnen 41   | Durchmesser ca. 10 m und Höhe ca. 0,4 m. Mitte und Ostteil alt abgetragen und zerstört, lediglich Reste im Westteil erkennbar.                 | 36780794 | BW   |
| 52° 37′ 45″ N, 9° 6′ 0″ O  | Binnen 42   | Durchmesser ca. 22 m und Höhe ca. 1,5 m. Oval. Mitte abgeflacht und weit eingesenkt. Fahrzeugspuren vom Ostrand bis zur Mitte, Rand abgesetzt. | 36780745 | BW   |

### Binnen 18
- ID:50533056
- Grabhügelfeld.

| Lage                       | Bezeichnung | Beschreibung | ID       | Bild |
| -------------------------- | ----------- | --- | -------- | ---- |
| 52° 37′ 17″ N, 9° 5′ 40″ O | Binnen 18   | Durchmesser ca. 10 m und Höhe ca. 0,7 m. Oval. Kuppe verflacht und muldenförmig vertieft, offensichtlich von alten Kopfstich.   | 36790300 | BW   |
| 52° 37′ 17″ N, 9° 5′ 42″ O | Binnen 19   | Durchmesser ca. 10 m und Höhe ca. 0,7 – 0,8 m. Oval, am Rand von Graben geschnitten und auf dem Hügel umgekippte Kiefernstämme. | 36788262 | BW   |
| 52° 37′ 17″ N, 9° 5′ 41″ O | Binnen 20   | Durchmesser ca. 10 m und Höhe ca. 0,7 m. Oval.                                                                                  | 36790269 | BW   |
| 52° 37′ 18″ N, 9° 5′ 42″ O | Binnen 21   | Durchmesser ca. 10 m und Höhe ca. 0,6 m. Oval. Am Rand eine neuere Vertiefung mit den groben Maßen 2 × 2 m.                     | 36790201 | BW   |
| 52° 37′ 16″ N, 9° 5′ 43″ O | Binnen 22   | Durchmesser ca. 13 m und Höhe ca. 0,8 m. Annähernd rund.                                                                        | 36788001 | BW   |

### Binnen 54
- ID:50533056
- Grabhügelfeld.

| Lage                       | Bezeichnung | Beschreibung                                                                                  | ID       | Bild |
| -------------------------- | ----------- | --------------------------------------------------------------------------------------------- | -------- | ---- |
| 52° 36′ 52″ N, 9° 6′ 52″ O | Binnen 54   | Durchmesser ca. 15 m und Höhe ca. 1,5 m. Ränder gut abgesetzt, Oberfläche stark unregelmäßig. | 49894090 | BW   |
| 52° 36′ 53″ N, 9° 6′ 52″ O | Binnen 56   | Durchmesser ca. 10 m und Höhe ca. 0,4 m.                                                      | 50532382 | BW   |
| 52° 36′ 52″ N, 9° 6′ 54″ O | Binnen 57   | Durchmesser ca. 10 m und Höhe ca. 0,4 m.                                                      | 50532435 | BW   |

## Glissen
| Lage                       | Bezeichnung           | Beschreibung | ID       | Bild |
| -------------------------- | --------------------- | --- | -------- | ---- |
| 52° 37′ 59″ N, 9° 5′ 8″ O  | Glissen 2, Grabhügel  | Durchmesser ca. 16 m und Höhe ca. 1 m, ebenmäßig gewölbt, Mitte abgeflacht, abgesetzter Rand.                                                                  | 38568889 | BW   |
| 52° 37′ 59″ N, 9° 5′ 9″ O  | Glissen 5, Grabhügel  | Durchmesser ca. 12 m und Höhe ca. 0,6 m. Oval. Von Norden nach Süden von Waldweg durchschnitten.                                                               | 36752705 | BW   |
| 52° 37′ 57″ N, 9° 5′ 9″ O  | Glissen 6, Grabhügel  | Durchmesser ca. 14 m und Höhe ca. 0,9 m. Rand allmählich auslaufend.                                                                                           | 36752593 | BW   |
| 52° 37′ 57″ N, 9° 5′ 19″ O | Glissen 16, Grabhügel | Durchmesser ca. 22 m und Höhe ca. 1,6 m, ebenmäßig hochgewölbt. In der Mitte der Westhälfte eine flache Einsenkung. Rand abgesetzt.                            | 36752906 | BW   |
| 52° 38′ 0″ N, 9° 5′ 20″ O  | Glissen 17, Grabhügel | Durchmesser ca. 17 m und Höhe ca. 0,5 m. Ränder flach auslaufend.                                                                                              | 36752988 | BW   |
| 52° 38′ 56″ N, 9° 3′ 26″ O | Glissen 38, Grabhügel | Durchmesser ca. 11 m und Höhe ca. 0,3 m. annähernd rund, stark verflacht, Ränder flach auslaufend und Oberfläche unregelmäßig.                                 | 49873946 | BW   |
| 52° 39′ 2″ N, 9° 3′ 28″ O  | Glissen 39, Grabhügel | Durchmesser ca. 8 m und Höhe ca. 0,3 m. Oberfläche unregelmäßig, Ränder flach auslaufend, größere Einkuhlung im Westen, Fahrspur über den westlichen Hügelfuß. | 49873962 | BW   |
| 52° 38′ 58″ N, 9° 3′ 50″ O | Glissen 40, Grabhügel | Durchmesser ca. 10 m und Höhe ca. 0,4 m. Oberfläche stark unregelmäßig. Ränder im Südwesten abgesetzt, sonst flach auslaufend.                                 | 49874229 | BW   |

### Glissen 19
- ID:39114166
- Grabhügelfeld.

| Lage                       | Bezeichnung | Beschreibung | ID       | Bild |
| -------------------------- | ----------- | --- | -------- | ---- |
| 52° 39′ 8″ N, 9° 3′ 49″ O  | Glissen 19  | Durchmesser ca. 11 m und Höhe ca. 0,8 m, Kuppe abgeflacht, mit Gras und Kiefern bewachsen.                                                                         | 36751635 | BW   |
| 52° 39′ 8″ N, 9° 3′ 47″ O  | Glissen 20  | Durchmesser ca. 12 m und Höhe ca. 0,8 m, annähernd rund, Kuppe abgeflacht.                                                                                         | 36751880 | BW   |
| 52° 39′ 8″ N, 9° 3′ 42″ O  | Glissen 21  | Durchmesser ca. 15 m und Höhe ca. 0,9 m, flach, Südseite von Waldweg angeschnitten, von Nord-Süd alte Schneise mit flachen Fahrspuren. Rand allmählich auslaufend. | 36750675 | BW   |
| 52° 39′ 7″ N, 9° 3′ 36″ O  | Glissen 22  | Größe ca. 14 × 11 m und Höhe ca. 0,8 m, über ostwärtigen Fuß ein Waldweg.                                                                                          | 36751508 | BW   |
| 52° 39′ 9″ N, 9° 3′ 41″ O  | Glissen 23  | Größe ca. 15 × 22 m und Höhe ca. 1 m, langoval, flache Einsenkung in der Mitte. Pflanzfurchen von Ost-West, Rand allmählich auslaufend.                            | 36750433 | BW   |
| 52° 39′ 13″ N, 9° 3′ 35″ O | Glissen 24  | Durchmesser ca. 14 m und Höhe ca. 0,9 m, annähernd rund, weit gewölbt, von Ost nach West alte Pflanzfurchen. Rand allmählich auslaufend.                           | 38554551 | BW   |
| 52° 39′ 11″ N, 9° 3′ 46″ O | Glissen 25  | Durchmesser ca. 14 m und Höhe ca. 0,6 m, flach, weit, in der Mitte eine flache Einsenkung, über Ostseite alte Schneise, flach eingetieft. Rand sanft auslaufend.   | 38568291 | BW   |
| 52° 39′ 15″ N, 9° 3′ 37″ O | Glissen 26  | Durchmesser ca. 14 m und Höhe ca. 0,7 m, annähernd rund, flach und weit gewölbt, in der südöstlichen Hälfte eine alte flache Einsenkung. Rand sanft auslaufend.    | 36746900 | BW   |
| 52° 39′ 14″ N, 9° 3′ 37″ O | Glissen 27  | Durchmesser ca. 15 m und Höhe ca. 0,7 m, stark verflacht. | 36746986 | BW   |
| 52° 39′ 13″ N, 9° 3′ 38″ O | Glissen 28  | Durchmesser ca. 19 m und Höhe ca. 0,6 m, durch Weg zerschnitten.                                                                                                   | 36747001 | BW   |
| 52° 39′ 13″ N, 9° 3′ 41″ O | Glissen 29  | Durchmesser ca. 16 m und Höhe ca. 0,6 m, stark verflacht, mit Kiefern bewachsen. Über den Hügel führt ein Waldweg.                                                 | 36747022 | BW   |
| 52° 39′ 11″ N, 9° 3′ 41″ O | Glissen 30  | Durchmesser ca. 18 m und Höhe ca. 0,6 m, annähernd rund, stark verflacht.                                                                                          | 36747077 | BW   |
| 52° 39′ 9″ N, 9° 3′ 42″ O  | Glissen 31  | Durchmesser ca. 13 m und Höhe ca. 0,5 m, stark verflacht. | 36750098 | BW   |

## Liebenau - Binnen
| Lage                       | Bezeichnung                  | Beschreibung | ID       | Bild |
| -------------------------- | ---------------------------- | --- | -------- | ---- |
| 52° 35′ 47″ N, 9° 3′ 15″ O | Liebenau-Binnen 1, Grabhügel | Durchmesser ca. 12 m und Höhe ca. 0,5 m, Ränder schlecht abgesetzt.                                                                    | 36782218 | BW   |
| 52° 35′ 47″ N, 9° 3′ 13″ O | Liebenau-Binnen 2, Grabhügel | Durchmesser ca. 17 m und Höhe ca. 1,1 m, in der Mitte abgeflacht mit alter Einsenkung, Rand abgesetzt.                                 | 36782034 | BW   |
| 52° 35′ 49″ N, 9° 3′ 12″ O | Liebenau-Binnen 3, Grabhügel | Durchmesser ca. 11 m und Höhe ca. 1,1 m, ebenmäßig gewölbt, in der Mitte abgeflacht, keine erkennbare Störung, Rand schwach abgesetzt. | 36781962 | BW   |
| 52° 35′ 51″ N, 9° 3′ 12″ O | Liebenau-Binnen 4, Grabhügel | Durchmesser ca. 20 m und Höhe ca. 1,5 m, ebenmäßig hoch gewölbt, Rand abgesetzt.                                                       | 36781883 | BW   |
| 52° 35′ 39″ N, 9° 3′ 8″ O  | Liebenau-Binnen 5, Grabhügel | Größe ca. 15 × 19 m und Höhe ca. 1,2 m, infolge alter Erdabfuhr der Südwesthälfte oval, Oberfläche abgeflacht, Rand abgesetzt.         | 36781719 | BW   |
| 52° 36′ 16″ N, 9° 3′ 29″ O | Liebenau-Binnen 7, Grabhügel | Durchmesser ca. 21 m und Höhe ca. 1,2 – 1,4 m, hoch gewölbt, an Südhälfte alte randliche Abtragungen, Rand abgesetzt.                  | 36780895 | BW   |